# Rudolf Bayer (Heer)
Rudolf Bayer (Heer) (10 de março de 1917 - 14 de julho de 1944) foi um oficial alemão que serviu durante a Segunda Guerra Mundial. Foi condecorado com a Cruz de Cavaleiro da Cruz de Ferro.

## Condecorações
| Cruz de Ferro 2ª Classe                                    |
| Cruz de Ferro 1ª Classe                                    |
| Cruz de Cavaleiro da Cruz de Ferro 21 de fevereiro de 1944 |